# 大塔科伊河
大塔科伊河（俄語：Река Большой Такой）、大谷川（日语：／）或多谷惠川（日语：／）是萨哈林州的河流，源起光山南竖琴，长59公里，流域面积723平方公里，注入奈巴河。支流有扎洛姆河、小塔科伊河、别拉亚河、索科尔河、波尔塔夫河、丘索瓦亚河、别列兹尼亚基河和雷苏哈河。

## 引用
1. ↑  М·Г·瓦西科夫斯基. . 列宁格勒: 气象出版社. 1973 （俄语）.
2. ↑  . 国家水登记处.   [2024-01-03]. （原始内容存档于2023-12-12） （俄语）.